# 4 Mecs à lunettes production
4 Mecs à Lunettes Production est une société française de production cinématographique, créée en 2000, dirigée par Luc Bourdarias et gérée par Ramzy Bedia. Elle produit des longs-métrages et séries télé.

## Filmographie
- 2000 : La Tour Montparnasse infernale, de Charles Nemes (coproduction)
- 2004 : Les Dalton, de Philippe Haïm (coproduction)
- 2004 : Double Zéro, de Gérard Pirès (coproduction)
- 2006 : Steak, de Quentin Dupieux (coproduction)
- 2007 : Seuls Two, de Éric Judor et Ramzy Bedia (coproduction)
- 2010 : Il reste du jambon ?, de Anne Depétrini (production déléguée)
- 2010 : Halal police d'État, de Rachid Dhibou (coproduction)
- 2016 : La Tour de contrôle infernale, de Eric Judor (coproduction)
- 2016 : Hibou, de Ramzy Bedia (coproduction)

## Box-office
Les données ci-dessous proviennent de l'Observatoire européen de l'audiovisuel.
| Film                           | Année de sortie | Box-office France |
| ------------------------------ | --------------- | ----------------- |
| La Tour Montparnasse infernale | 2001            | 2 052 636         |
| Les Dalton                     | 2004            | 1 653 847         |
| Double Zéro                    | 2004            | 1 770 000         |
| Steak                          | 2006            | 280 272           |
| Seuls Two                      | 2007            | 946 028           |
| Halal police d'État            | 2010            | 790 380           |
| Il reste du jambon ?           | 2010            | 788 473           |
| La Tour de contrôle infernale  | 2016            | 357 801           |
| Hibou                          | 2016            | 8 882             |

## Télévision
- 2007 : Moot-Moot, de François Reczulski (coproduction)
- depuis 2019 : Kem's, jeu télévisé créé et animé par Ramzy Bedia (coproduction)

## Spectacle
- 2012 : Biyouna !, de Biyouna et Cyril Cohen, mis en scène par Ramzy Bedia (production)